# 廖佩珣
廖佩珣（?—?），廣東省惠州府歸善縣人，清朝政治人物，進士出身。
光緒二十四年（1898年），参加光緒戊戌科殿試，登進士二甲102名。同年五月，授内阁中书。